# تحدي الشمال الدولي
كان لتحدي الشمال الدولي' بطولة كرة قدم سنوية تضم أندية من شمال فرنسا وبلجيكا حيث ان تلك الاندية لم تتمكن من اللعب في البطولة الفرنسية (اتحاد الجمعيات الفرنسية للرياضة ) . تمت دعوة فرق من سويسرا وهولندا وإنجلترا للعب في البطولة. تم استضافته في منطقة ليل ( روبيه وتوركوان وليل ) بين عامي 1898 و1914 بترتيبات مختلفة.

## المنافسة
تغير شكل البطولة على مر السنين ، حيث كانت تُلعب في الأصل بين مجموعة فرنسية من الفرق ومجموعة من بلجيكا ، حيث لعبت الدور نصف النهائي بين فريق فرنسي وبلجيكي.
من عام 1905 ، افتتحت البطولة أمام أندية من هولندا ، Prinses Wilhelmina en 1905 و GVC Wageningen. أيضا من سويسرا ، BSC Old Boys وغراسهوبر زيوريخ . بين عامي 1909 و 1914 ، أقيمت البطولة حصريًا بين أندية فرنسية وأندية هواة من إنجلترا.

## الجوائز
باستثناء نادي لوهافر الفرنسي عام 1900 ، فازت الأندية البلجيكية بالألقاب بين عامي 1898 و1908. كان نادي رويال يونيون سان خيلويزي هو الأكثر نجاحًا حيث وصل إلى أربع نهائيات في خمس سنوات وفاز بثلاث منها (1904 ، 1905 ، 1907).
| الترتيب | السنة | الفائز                      | نهائي                     | النتيجة | الملاحظات |
| ------- | ----- | --------------------------- | ------------------------- | ------- | --------- |
| 1       | 1898  | ليوبولد كلوب دي بروكسيل (1) | RC Roubaix                | 3-1     |           |
| 2       | 1899  | ليوبولد كلوب دي بروكسيل (2) | إف سي بروج                | 4-1     |           |
| 3       | 1900  | لو هافر AC (1)              | النادي الفرنسي            | 3-2     |           |
| 4       | 1901  | تكييف بيرشوت (1)            | ليوبولد كلوب دي بروكسل    | 2-0     |           |
| 5       | 1902  | أنتويرب إف سي (1)           | مكيفات بيرشوت             | 4-2     |           |
| 6       | 1903  | راسينغ كلوب دي بروكسيل (1)  | } RC Roubaix              | 4-0     |           |
| 7       | 1904  | يونيون سان جيلواز (1)       | نادي يونايتد الرياضي      | 5–0     |           |
| 8       | 1905  | يونيون سان جيلواز (2)       | نادي برينسيس ويلهيلمينا   | 3-1     |           |
| 9       | 1906  | أنتويرب إف سي (2)           | الولايات المتحدة توركوينج | 3-2     |           |
| 10      | 1907  | يونيون سان جيلواز (3)       | أولمبيك ليلويس            | 4-0     |           |
| 11      | 1908  | راسينغ كلوب دي بروكسيل (2)  | اتحاد سان جيلواز          | 1–0     |           |
| 12      | 1909  | إيستبورن إف سي (1)          | RC Roubaix                | 5-1     |           |
| 13      | 1910  | ريجيت بريوري إف سي ‏ (1)     | كاليفورنيا باريس          | 3–0     |           |
| 14      | 1911  | يو اس توركوينج (1)          | كامبريدج تاون إف سي       | 2-1     |           |
| 15      | 1912  | كامبريدج تاون FC (1)        | الولايات المتحدة توركوينج | 4-1     |           |
| 16      | 1913  | يو اس توركوينج (2)          | النادي الفرنسي            | مجهول   |           |
| 17      | 1914  | كاسغ باريس (1)              | النادي الفرنسي            | 7-0     |           |

## روابط خارجية
- تحدي RSSSF الدولي في الشمال

1. ↑  Enschedese Football Club Prinses Wilhelmina